# Strażnica WOP Jabłeczna
Strażnica WOP Jabłeczna – podstawowy pododdział graniczny Wojsk Ochrony Pogranicza.

## Formowanie i zmiany organizacyjne
Strażnica została sformowana po 1945 jako  strażnica WOP nr 141a.
Od stycznia 1951 strażnica podlegała dowódcy 231 batalionu WOP.
Od 15 marca 1954 wprowadzono nową numerację strażnic. Strażnica IV kategorii otrzymała numer 136

## Dowódcy strażnicy
- Zdzisław Mossóczy 1951[4]